# Селма (Вирџинија)
Селма (енгл. Selma) насељено је место без административног статуса у америчкој савезној држави Вирџинија.

## Демографија
По попису из 2010. године број становника је 529, што је 44 (9,1%) становника више него 2000. године.
| Група             | 2000.       | 2010.       |
| Белци             | 483 (99,6%) | 519 (98,1%) |
| Афроамериканци    | 2 (0,4%)    | 4 (0,8%)    |
| Азијати           | 0 (0,0%)    | 0 (0,0%)    |
| Хиспаноамериканци | 0 (0,0%)    | 2 (0,4%)    |
| Укупно            | 485         | 529         |